# Coppa Italia 2006-2007 (calcio a 5)
La 22ª edizione della Coppa Italia si è svolta tra il 16 ed il 19 marzo 2007 presso il Palazzetto dello Sport "Rosario Livatino" sito a Cannizzaro di Aci Castello. Alla manifestazione sono qualificate di diritto le società giunte nelle prime otto posizioni al termine del girone di andata del campionato di Serie A.

## Tabellone
|  | Quarti di finale | Quarti di finale | Quarti di finale |              |   | Semifinali   | Semifinali | Semifinali |  |  | Finale | Finale    | Finale |
|  |                  |                  |                  |              |   |              |            |            |  |  |        |           |        |
|  | 1                | Luparense        | 7                |              |   |              |            |            |  |  |        |           |        |
|  | 8                | Roma Futsal      | 3                |              |   |              |            |            |  |  |        |           |        |
|  | 8                | Roma Futsal      | 3                |              |   | Luparense    | 4          |            |  |  |        |           |        |
|  |                  |                  |                  |              |   | Luparense    | 4          |            |  |  |        |           |        |
|  |                  |                  | Bisceglie        | 2            |   |              |            |            |  |  |        |           |        |
|  | 4                | Lazio Nepi       | Bisceglie        | 2            | 2 |              |            |            |  |  |        |           |        |
|  | 4                | Lazio Nepi       |                  |              | 2 |              |            |            |  |  |        |           |        |
|  | 5                | Bisceglie        | 3                |              |   |              |            |            |  |  |        |           |        |
|  |                  |                  |                  |              |   |              |            |            |  |  |        | Luparense | 0      |
|  |                  |                  |                  | Montesilvano | 1 |              |            |            |  |  |        |           |        |
|  | 3                | Montesilvano     | 4                |              |   |              |            |            |  |  |        |           |        |
|  | 6                | Napoli           | 1                |              |   |              |            |            |  |  |        |           |        |
|  | 6                | Napoli           | 1                |              |   | Montesilvano | 2          |            |  |  |        |           |        |
|  |                  |                  |                  |              |   | Montesilvano | 2          |            |  |  |        |           |        |
|  |                  |                  | Augusta          | 1            |   |              |            |            |  |  |        |           |        |
|  | 2                | Arzignano        | Augusta          | 1            | 4 |              |            |            |  |  |        |           |        |
|  | 2                | Arzignano        |                  |              | 4 |              |            |            |  |  |        |           |        |
|  | 7                | Augusta          | 6                |              |   |              |            |            |  |  |        |           |        |

## Quarti di finale
| Arbitri: | Giuseppe Buluggiu (Cagliari) Giuseppe D'Antuono (Foggia) |

|                                                                             |           |                                 |
| Nora 5’ Grana 9’ Sandrinho 19’ Teixeira 29’ Nora 33’, 35’ Duarte 18’ (aut.) | Marcatori | 26’ Batata 29'30’’, 36’ Cipolla |

| Arbitri: | Giuseppe Tassone (Taurianova) Mario Romeo (Acireale) |

|                          |           |                                          |
| Xoxo 18'10’’ Bachega 24’ | Marcatori | 15’ (t.l.) 18’ (t.l.) 36’ (t.l.) Fornari |

| Arbitri: | Pietro Marchetti (San Donà) Alberto Zennaro (Venezia) |

|                                    |           |            |
| Foglia 2’ Júnior 7’ Foglia 9’, 34’ | Marcatori | 39’ Sgarbi |

| Arbitri: | Ercole Vescio (Catanzaro) Vincenzo Vitrioli (Reggio Calabria) |

|                                                     |           |                                                               |
| Amoroso 19’, 36’ Wilhelm 39’ (t.l.) Pinilla 39'14’’ | Marcatori | 10’ Nilson 17’ (t.l.) 23’ Ottoni 27’ Luft 35’, 39'59’’ Nilson |

## Semifinali
| Arbitri: | Carlo Di Marco (Pescara) Salvatore Vittorio (Sulmona) |

|                                             |           |                           |
| Grana 8’ Márcio 22’ Nora 35’ Márcio 39'57'’ | Marcatori | 4’ Campagnaro 38’ Fornari |

| Arbitri: | Massimo Cumbo (Roma 1) Mauro Del Tutto (Ciampino) |

|                                   |           |            |
| Júnior 36’ Fortino 49'58'’ (aut.) | Marcatori | 19’ Nílson |

## Finale
| Arbitri: | Alberto Maestroni (Varese) Marcello Toscano (Ercolano) |

| |            | |
| | Marcatori  | 24’ Júnior |
| · Alexandre Feller · Fernando Grana · Roberto Cazzetta · Rodrigo Teixeira · Márcio Brancher · Sandrinho · Patrick Nora · Humberto Honorio · Vampeta · Marcelo Cabezaolias · Marcelo Bianchi · Davide Putano | Formazioni | · Kiko Bernardi · Márcio Forte · Gianvito Bitetti · Alexandre Ghiotti · Ricardo Caputo · Riccardo Gaucci · Manoel Crema · Júnior · Adriano Foglia · Eduardo Morgado · Dario Babusci · Dario Dell'Oso |
| Jesús Velasco | Allenatori | Fulvio Colini |

## Classifica marcatori
| Gol |  |  | Giocatore        | Squadra      |
| --- |  |  | ---------------- | ------------ |
| 4   |  |  | Jader Fornari    | Bisceglie    |
| 4   |  |  | Nilson           | Augusta      |
| 4   |  |  | Patrick Nora     | Luparense    |
| 3   |  |  | Adriano Foglia   | Montesilvano |
| 3   |  |  | Júnior           | Montesilvano |
| 2   |  |  | Fabrizio Amoroso | Arzignano    |
| 2   |  |  | Márcio Brancher  | Luparense    |
| 2   |  |  | Batata           | Roma Futsal  |
| 2   |  |  | Fernando Grana   | Luparense    |
| 2   |  |  | Daniel Ottoni    | Augusta      |

| Gol |  |  | Giocatore          | Squadra     |
| --- |  |  | ------------------ | ----------- |
| 1   |  |  | Fábio Bachega      | Lazio Nepi  |
| 1   |  |  | Rodrigo Campagnaro | Bisceglie   |
| 1   |  |  | Richard Cipolla    | Roma Futsal |
| 1   |  |  | Christian Luft     | Augusta     |
| 1   |  |  | John Pinilla       | Arzignano   |
| 1   |  |  | Sandrinho          | Luparense   |
| 1   |  |  | Diogo Sgarbi       | Napoli      |
| 1   |  |  | Rodrigo Teixeira   | Luparense   |
| 1   |  |  | Fernando Wilhelm   | Arzignano   |
| 1   |  |  | Xoxo               | Lazio Nepi  |